# Complexidade fatorial
Representada por {\displaystyle O(n!)}, é normalmente encontrada ao analisar a complexidade de algoritmos de força bruta, que tentam todas as possibilidades para problemas de otimização combinatória. Garantem o objetivo, mas levam uma quantidade razoável de tempo para alcançar a solução do problema.
Um exemplo de algoritmo que possui essa complexidade é o Teorema de Laplace, que é utilizado para calcular determinantes